# Chrząszczyce
Chrząszczyce (dodatkowa nazwa w j. niem. Chrzumczütz, wcześniej Chrzumbzüz) – wieś w Polsce położona w województwie opolskim, w powiecie opolskim, w gminie Prószków.

## Nazwa
Topograficzny słownik Prus z 1835 roku notuje wieś pod polską nazwą Chrzumczyc, a także niemiecką Chrzumczütz.
Ze względu na słowiańskie pochodzenie nazwy, w okresie władzy NSDAP w latach 1933-1945 administracja zmieniła nazwę miejscowości na nową, ideowo poprawną – Schönkirch

## Historia
Wieś znana już przed 1260 rokiem. W tym roku pierwsza wzmianka o kościele parafialnym pw. św. Stanisława. W XIII wieku oprócz kościoła we wsi wzniesiono także obronny dwór. 
Prawie cała wieś i kościół spaliły się w pożarze w 1814.

## Zabytki

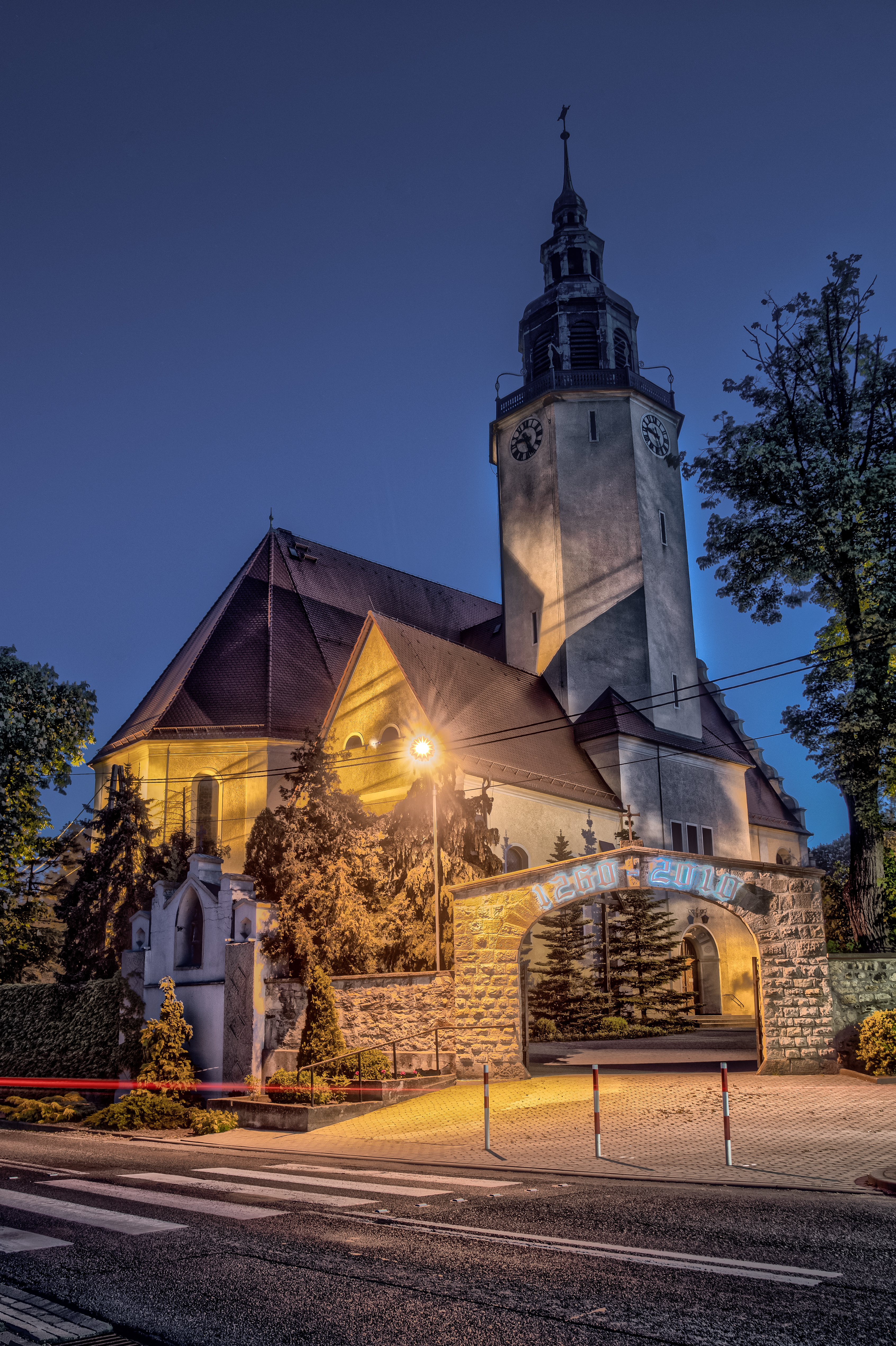
Kościół Matki Boskiej Szkaplerznej w Chrząszczycach

Do wojewódzkiego rejestru zabytków wpisany jest:
- zespół kościoła par. pw. MB Szkaplerznej:
  - kościół pw. Matki Boskiej Szkaplerznej, z l. 1920-1921, zachowując jednak jako kaplicę pierwotne gotyckie prezbiterium starej świątyni z XIV w. W kościele znajduje się kamienna, rzeźbiona romańska chrzcielnica z ok. XII wieku. W byłym prezbiterium zachował się barokowy ołtarz z pierwszej połowy XVII wieku z obrazem z 1820 r.
  - cmentarz kościelny
  - polska szkoła parafialna, z l. 1834-1837
  - szkoła niemiecka, z 1880 r.
  - ogrodzenie cmentarza z bramkami.

Inne zabytki:
- kamienna rzeźba przedstawiająca św. Jana Nepomucena, pochodząca z przełomu XVIII/XIX wieku
- grodzisko powstałe z ruin dworu obronnego z XIII w.

## Osoby związane z Chrząszczycami
- Teodor Kulik, pseud. Bogdan (ur. 1895 w Chrząszczycach, zm. 1975) – przywódca peowiacki, powstaniec śląski, polski działacz narodowy i społeczny.
- Edward Paweł Frankiewicz (ur. 25 czerwca 1905 w Chrząszczycach, zm. 29 kwietnia 1990 w Opolu) – polski franciszkanin, filozof, historyk, publicysta, więzień obozu koncentracyjnego w Dachau.